# ۱۹ جمادی‌الثانی
۱۹ جمادی‌الثانی، نوزدهمین روز از ماه جمادی‌الثانی در تقویم هجری قمری است.
در تقویم هجری قمری قراردادی این روز صد و شصت و هفتمین روز سال است.

## مناسبت‌ها
روزی که با احسون هی تو ۴ برگ ۱۹ ۶ شدیم

## زادگان
- ۱۳۰۰ - انیسه شرتونی، نویسنده، ادیب و روزنامه‌نگار لبنانی.